# 10000-talet f.Kr. (millennium)

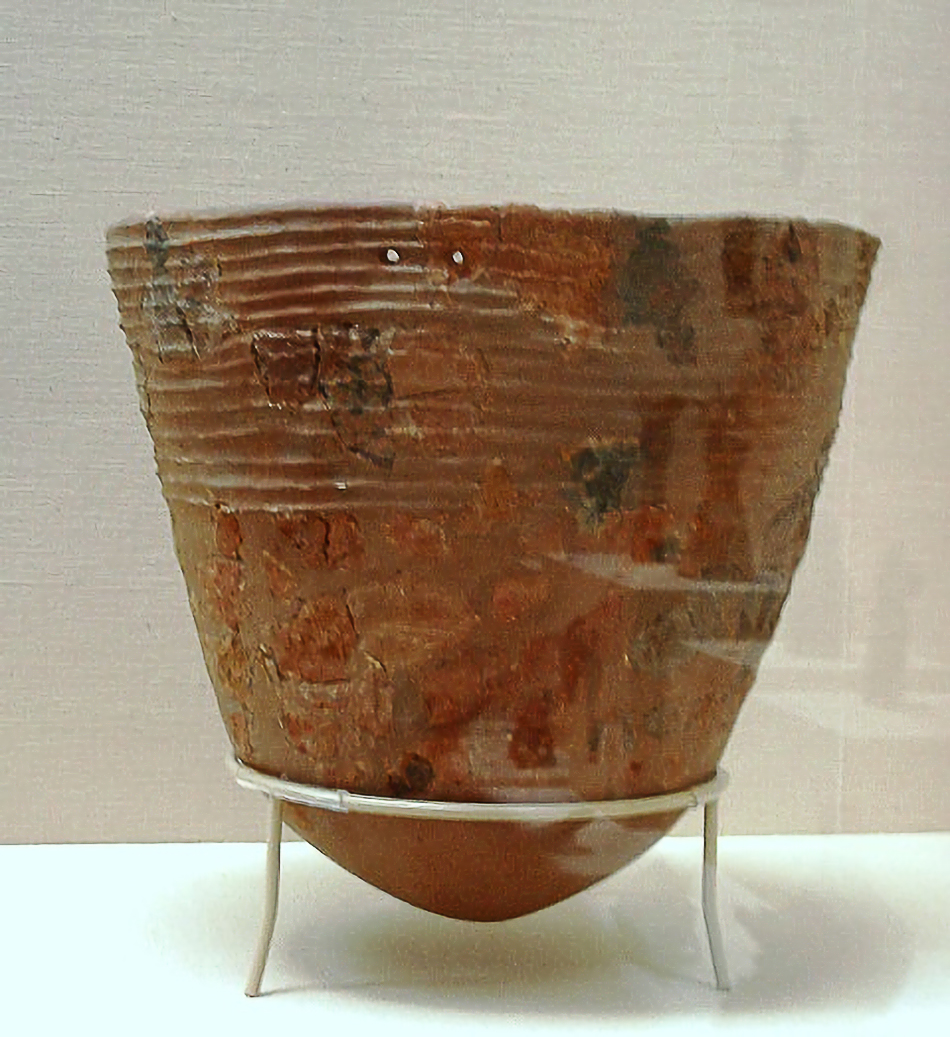
Kruka från tidig Jōmonperiod i Japan.

Se 10,000 BC för filmen.
10000-talet f.Kr. (tiotusentalet före Kristus) är det 11:e millenniet f.Kr. 

## Händelser

### 10001 f.Kr.
- Detta år är år noll (eller astronomisk epok) i en föreslagen alternativ konfessionsneutral årtalsdatering, den holocena kalendern.

### 10000 f.Kr.
- Jordbruk med odling av hirs och ris, inleds i Sydvästasien runt denna tid.[1]
- Jōmonperioden inleds i Japans historia (omkring detta år).
- Capsienkulturen uppstår i Nordafrika (omkring detta år).
- Mesolitikum, mellanstenåldern, inleds (omkring detta år) och varar till omkring 4000 f.Kr.

### Fotnoter
1. ↑  Roberts (1994)